# Amomum gagnepainii
Amomum gagnepainii ist eine Pflanzenart aus der Gattung Amomum innerhalb der Familie der Ingwergewächse (Zingiberaceae). Sie kommt im südöstlichen China sowie in Vietnam vor.

## Beschreibung

### Vegetative Merkmale
Amomum gagnepainii wächst als ausdauernde, krautige Pflanze, die Wuchshöhen etwa 1 Meter erreicht. Die unbehaarten Rhizome sind etwa 0,8 Zentimeter dick und außen mit Schuppen bedeckt. Die ledrigen und gerillten Schuppen sind kahl. Das Rhizom ist zwischen den einzelnen „Pseudostämmen“ kurz. Von jedem Rhizom gehen mehrere horstbildende Sprossachsen bzw. „Pseudostämme“ ab. Die etwa 1 Zentimeter dicken und an der Basis etwas geschwollenen Stängel haben schuppenartige unbehaarte und gerillte Blattscheiden, welche bei einer Länge von etwa 3 Zentimetern eiförmig-lanzettlich geformt sind. Die ledrigen und rundlich geformten Blatthäutchen sind unbehaart und werden etwa 0,3 bis 0,5 Zentimeter lang; ihr oberes Ende ist gestutzt bis abgerundet.
Jeder Stängel besitzt mehrere Laubblätter. Diese sind in Blattstiel und Blattspreite gegliedert. Der rinnenförmige und kahle Blattstiel wird etwa 0,5 Zentimeter lang, kann aber auch ganz fehlen. Die einfache Blattspreite ist bei einer Länge von 20 bis 30 Zentimetern sowie einer Breite von 3 bis 6 Zentimetern lanzettlich bis länglich-lanzettlich mit abgerundeter oder lang und spitz zulaufender Blattbasis und lang geschwänzten, rund 3 bis 4 Zentimeter langen oberen Ende. Die Blattoberseite ist genauso wie die Blattunterseite kahl. Die Blattspreiten weisen an der Unterseite eine auffällige Blattnervatur auf. Die Blattränder sind ganzrandig.

### Generative Merkmale
Die Blütezeit von Amomum gagnepainii liegt zumindest in China im Monat Mai und die Früchte reifen im Juli. Nahe an der Stängelbasis aus dem Rhizom entwickelt sich auf einem 20 bis 26 Zentimeter langen und rund 0,4 Zentimeter dicken und kahlen Blütenstandsschaft ein bei einer Länge von 8 bis 14 Zentimetern zylindrischer Blütenstand, in dem die Blüten zusammen stehen. Je Stängel wird ein Blütenstand gebildet. Der Blütenstandsschaft ist mit ledrigen, gerillten und unbehaarten Schuppen mit breiten und spitzen oder abgerundeten oberen Ende bedeckt, welche bei einer Länge von etwa 0,5 bis 1 Zentimetern sowie einer Breite von 1 bis 2 Zentimetern breit dreieckig bis breit eiförmig geformt sind. Die außen an der Basis filzig behaarten, gerillten und ledrigen, violett gefärbten Tragblätter sind bei einer Länge von 2 bis 2,3 Zentimetern sowie einer Breite von rund 1 Zentimetern annähernd länglich-lanzettlich mit kappenförmigen und bespornten oberen Ende und überlappen sich dachziegelartig. Jedes der Tragblätter trägt eine Blüte. Die membranartigen, außen an der Basis filzig behaarten rund 0,3 bis 1,2 Zentimeter langen und etwa 1 Zentimeter breiten Deckblätter sind zu einer Röhre verwachsen. Ihre Spitze ist zweifach gezähnt, wobei die Zähen 0,3 bis 0,5 Zentimeter lang sind.
Die zwittrigen Blüten sind zygomorph und dreizählig mit doppeltem gelbem Perianth. Die drei membranartigen und außen an der Basis zottig oder filzig behaarten sowie gerillten Kelchblätter sind röhrenförmig miteinander verwachsen und sind mit einer Länge von rund 1 Zentimeter sowie einer Breite von etwa 0,3 Zentimeter etwa gleich lang wie die Kronröhre. Sie sind dreifach gezähnt, wobei die Kelchzähne ein spitzes oberes Ende haben. Die drei gelben und außen behaarten, membranartigen Kronblätter sind zu einer Kronröhre verwachsen. Es sind drei ebenfalls gelbe und unbehaarte, membranartige Kronlappen vorhanden. Der mittlere Kronlappen ist etwa 1,4 Zentimetern lang und rund 0,9 Zentimeter breit, während die beiden seitlichen Kronlappen bei einer Länge von ebenfalls etwa 1,4 Zentimetern sowie einer Breite von circa 0,6 Zentimetern etwas schmäler sind. Nur das mittlere der Staubblätter des inneren Kreises ist fertil. Das fertile, rund 1,1 Zentimeter große Staubblatt besitzt einen abgeflachten und kahlen Staubfaden, der mit etwa 0,5 Zentimeter gleich lang wie der längliche und unbehaarte Staubbeutel ist. Die beiden seitlichen Staminodien des inneren Kreises sind zu einem Labellum verwachsen. Das rund 1,5 Zentimeter lange und etwa 1,2 Zentimeter breite, spatel- bis fächerartig geformte Labellum ist im Zentrum gelb mit violetten Adern; es besitzt eine zweigespaltete Spitze sowie eine zugespitzte Basis. Die seitlichen Staminodien sind bei einer Länge von etwa 0,1 Zentimeter zahnartig. Drei Fruchtblätter sind zu einem länglich-kugeligen, gepunkteten und filzig bis rau mit langen weißen Haaren besetzten Fruchtknoten verwachsen. Der Griffel ist haarig und endet in einer becherförmigen und behaarten Narbe mit bewimperter Spitze.
Der an der Basis unbehaarte und ansonsten zottig mit weißen Haaren besetzte Schaft des Fruchtstandes ist 20 bis 26 Zentimeter lang und rund 0,4 Zentimeter dick. In einem 8 bis 14 Zentimetern langen Fruchtstand befinden sich mehrere Kapselfrüchte. Diese haben einen rund 1 Zentimeter langen und 0,2 bis 0,3 Zentimeter dicken und filzigen Fruchtstiel. Die bei einer Länge von etwa 2 bis 2,5 Zentimeter und einem Durchmesser von 1 bis 1,8 Zentimeter fast kugelförmigen bis eiförmigen Kapselfrüchte sind behaart. Die Oberfläche der Früchte weist gebogene oder hakenförmige Stachel auf, welche 0,2 bis 0,3 Zentimeter lang werden. Jedes der drei Fruchtfächer enthält bis zu mehrere Samen. Die Samen sind bei einem Durchmesser von 3 bis 4 Millimetern gewinkelt geformt.

### Chromosomenzahl
Die Chromosomenzahl ist 2n = 48.

## Vorkommen
Das natürliche Verbreitungsgebiet von Amomum gagnepainii liegt in Südostasien. Es umfasst dabei den Südwesten der chinesischen Provinz Guangxi sowie Teile des nordöstlichen Vietnams. Die Art wächst in dichten Bergwäldern.

## Taxonomie
Die Erstbeschreibung als Amomum gagnepainii erfolgte 2000 durch Wu Te-lin, Kai Larsen und Nicholas J. Turland in Novon a journal of botanical nomenclature from the Missouri Botanical Garden., Nummer 10, Seite 90, nachdem François Gagnepain die Art bereits 1903 als Amomum thyrsoideum beschrieben hatte. Dieser Name stellte sich jedoch als Homonym heraus, was eine Neubenennung der Art nötig machte.

## Gefährdung und Schutz
Amomum gagnepainii wird in der Roten Liste der IUCN seit 2011 aufgrund der zu geringen Datenlage über die Art in keine der Gefährdungskategorien eingeordnet.